# Arroz frito americano

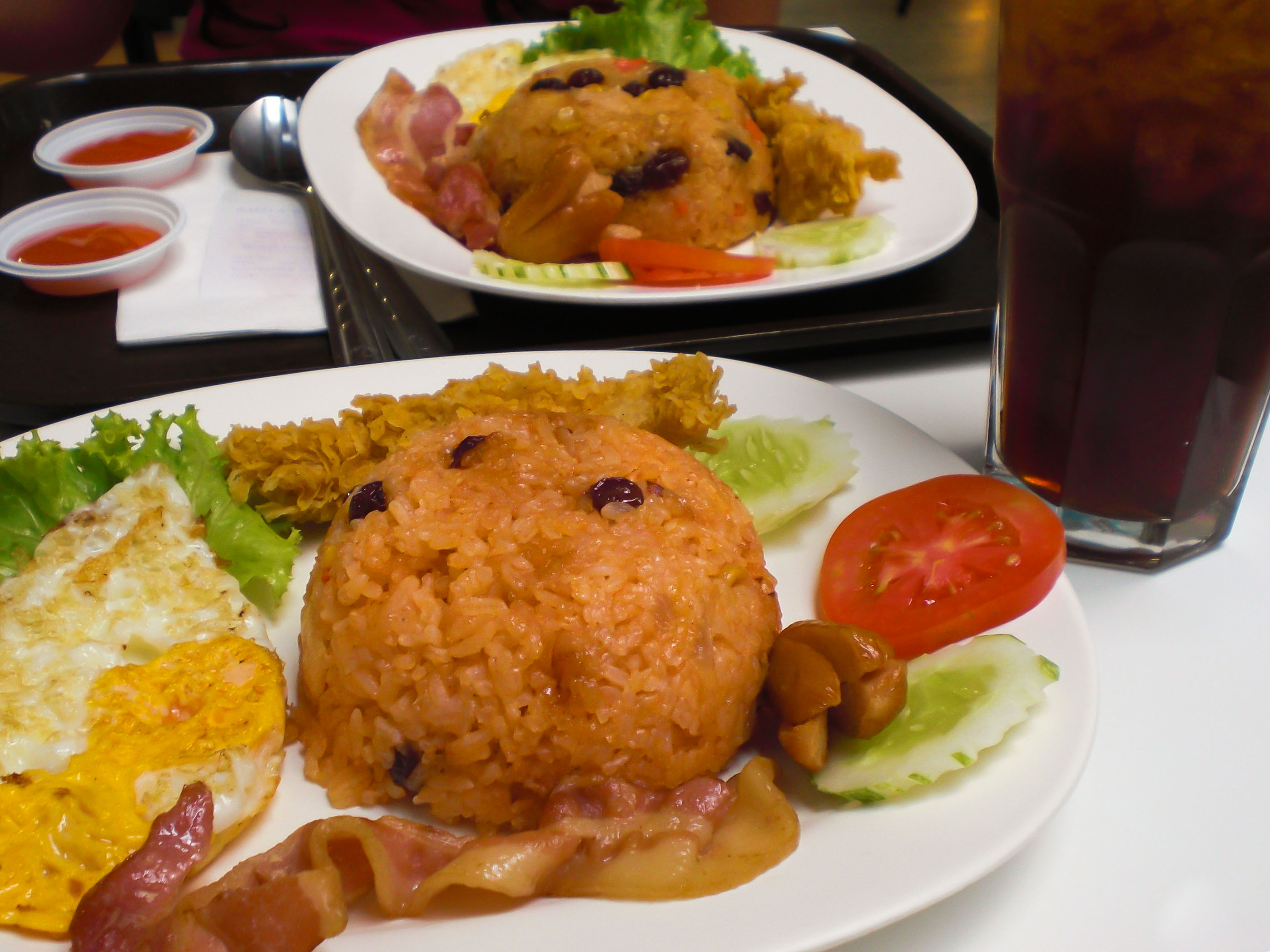
Arroz frito americano.

El arroz frito americano (ข้าวผัดอเมริกัน, khao phat amerikan, también Nasi Goreng USA) es un plato de origen tailandés y malayo consistente en arroz frito con ingredientes americanos (como guarniciones) tales como el pollo frito, jamón, salchichas, pasas, salsa de tomate y croûton. Otros ingredientes, como la piña, son opcionales. Debido a que fue inventado durante la guerra de Vietnam para alimentar al Cuerpo de Marines de los Estados Unidos y a la Fuerza Aérea estacionados en Tailandia, generalmente no se le encuentra en restaurantes de comida tailandesa fuera de Tailandia. Con la reciente proliferación de restaurantes de comida tailandesa, el arroz frito americano ahora aparece en los menús de restaurantes de comida tailandesa en los Estados Unidos. 
El nombre viene del hecho de que la mayoría de los ingredientes son de América o al menos de origen occidental. El equivalente malayo del arroz frito americano es llamado Nasi Goreng USA, se hace con muchos de los mismos ingredientes, sin embargo, no se utilizan productos derivados del cerdo (al ser Malasia un país musulmán y no ser el cerdo Halal), y los clientes tienen la opción de pedirlo con salsa de tomate o salsa de chile.